# Arroyo Arenal Grande
El arroyo del Arenal Grande es un curso de agua uruguayo que atraviesa el departamento de  Soriano perteneciente a la cuenca hidrográfica del Río de la Plata.
Nace en la Cuchilla San Salvador y desemboca en el río Uruguay tras recorrer alrededor de  18 km.